# SBS Biz
SBS Biz는 SBS의 경제전문채널이다. 글로벌 경제정보, 국내 경제현안, 증시동향, 생활 경제 등의 정보를 시청자 눈높이에 맞춰 방송하고 있다.

## 역사
2009년 12월 28일에 폐국된 엑스포츠를 대체하여 SBS CNBC가 개국하였으나, 2021년 1월 1일부터 SBS Biz라는 명칭으로 변경되었다.

## 프로그램
- 모닝벨
- 머니쇼
- 용감한 토크쇼 직설
- SBS Biz NEWS 11
- 완전정복 부동산 Plus
- 세계는 경제는
- 경제현장 오늘
- SBS Biz NEWS 15
- 머니쇼+
- 뉴스 톺아보기
- SBS Biz NEWS 18
- 라이프 매거진 참 좋은 하루
- 투자가이드 백발백중 필살기
- Biz 포커스
- 재테크 수다방 머니살롱
- 마스터 플랜 100세
- 필살기 고수외전
- 투자불변의 법칙 필살기
- 만렙 박주식
- 고민타파 부동산 해결사들
- 5스타 전략
- 집사의 선택 밸런스 파이트
- Pick Up! 트렌드 스페셜
- 집 보러 가는날
- 김주희의 솔깃
- 성공의 정석, 꾼
- 닥터Q 내 몸을 말하다
- 인문학 특강

## 온에어 제공 가능한 곳
온에어 제공 가능한 곳은 SBS 홈페이지와 티빙이 있으며 또한 WAVVE와 착한티비 앱에도 실행 가능하다.

## 같이 보기
- SBS